# 柳德米拉·泽金娜
柳德米拉·格奥尔基耶芙娜·泽金娜（俄语：Людмила Георгиевна Зыкина；1929年6月10日—2009年7月1日），俄罗斯著名歌唱家，有“伏尔加女王”之称，曾获得“苏联人民艺术家”、“社会主义劳动英雄”称号。

## 生平
1929年，出生于莫斯科的工人家庭。
1941年，进入莫斯科奥尔忠尼启则机床制造厂学车工。
1945年，开始担任独唱演员。
1949年，由于母亲去世引起失声，退出合唱团。
1960年，开始从事独立的创作活动。
1970年，获列宁奖金，苏联人民演员。
2009年，俄总统夫人在克里姆林宫剧院为她举办了80岁寿宴。
2009年，因心肌梗塞去世。